# Oficio de muchachos
Oficio de muchachos es una película dirigida por Carlos Romero Marchent en 1986.

## Reparto
| Actor/Actriz                | Personaje      |
| --------------------------- | -------------- |
| Mercedes Alonso             | Elvira         |
| Juan José Artero            | Pancho Garrido |
| Tony Cantó                  | Juan           |
| Eva Cobo de Gracia          | Mariona        |
| Nuria Gallardo              | Conchi         |
| Alejandra Grepi             | Carmen         |
| Fernando Guillén            | Nicky          |
| Iñaki Miramón               | Lucas          |
| Luis Reyna                  | Nacho          |
| Beatriz Santana             | Maite          |
| Emma Suárez                 | Pamela         |
| Victoria Vivas              | Merche         |
| José Manuel Martín Balsells | Salvador       |
| Pilar Bardem                | Madre Nacho    |
| Cristina Marcos             | Tina           |
| Jorge Roelas                |                |
| Bernard Seray               |                |

## Comentarios
Basado en la novela homónima de Manuel Arce.
Se rodó en las ciudades de Santander y Madrid.
- Datos: Q5492156